# 豊田おいでんまつり

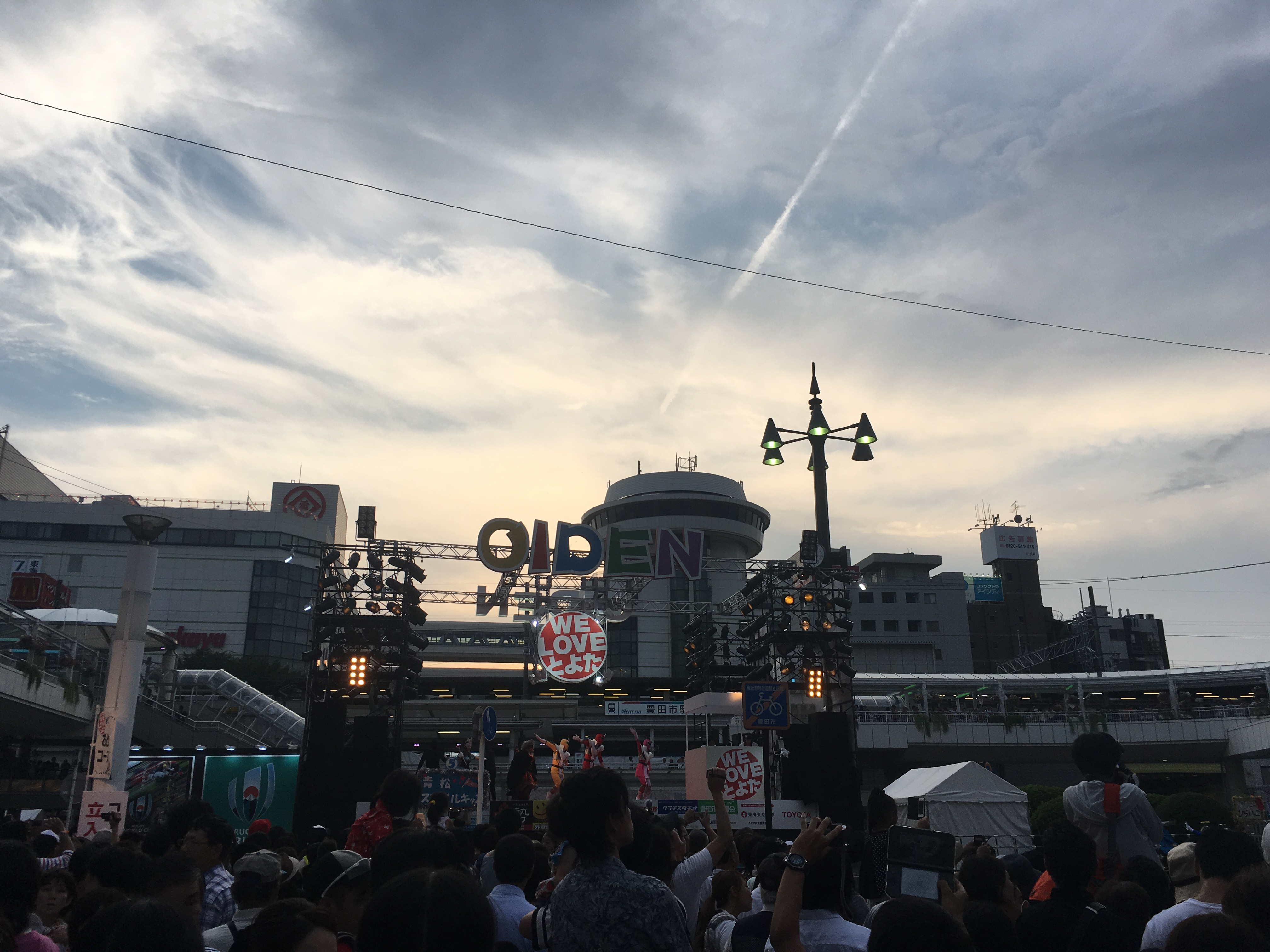
第48回豊田おいでん祭り

豊田おいでんまつり（とよたおいでんまつり）は、愛知県豊田市で毎年7月に行われる祭りである。花火大会も開催される。当初は、7月最終週の金曜日から日曜日にかけての3日間にわたり開催されていたが、2007年（平成19年）からは土曜日、日曜日の2日間のみの開催となった。

## 歴史
1968年（昭和43年）8月、明治改元100年を記念して、以前から挙母の市街地で行われていた「天王・扇まつり」の日程に合わせて「第1回豊田まつり」が開催された。これが豊田おいでんまつりのルーツである。盆踊りのような様相であったとの事で、1980年代には婦人会や青年団により、細々と続けられる状況であった。一方で地元の大企業、トヨタ自動車が催す夏祭りは大きな賑わいを見せており、祭りに対するてこ入れ策が求められる状況となった。
祭りの活性化の為に、「おいでん総踊り」の参考にされたのは高知県高知市の「よさこい祭り」であるという。
第21回となる1989年（平成元年）から「豊田おいでんまつり」に変更された。名称やおいでん総踊りのテーマ曲「おいでん」は、市民の公募による。現在ではトヨタ関連企業の社員から地元小学生まで、幅広い年齢層が参加する、豊田市の一大イベントとなっている。開催回数は「第1回豊田まつり」から継続して数える。
2018年（平成30年）は、おいでん祭りが50周年を迎える年に当たり、おいでん祭り前夜祭として金曜日にもイベントが行われた。
2019年（令和元年）10月31日、東京オリンピックおよび東京パラリンピックの開催期間と重なることから、翌年の開催日を延期するとの発表がなされた。おいでん総踊りは9月26日、花火大会は9月27日に行われることが決まった。
2020年（令和2年）4月30日、新型コロナウイルス感染症の拡大を受け、この年の全行事の開催中止が決定した。

## おいでん総踊り
土曜日の夜に行われる。市民が自由に編成する「おどり連」と呼ばれるグループ単位で、市街地に設定されたコースを周回しながら、踊る。（2007年（平成19年）は、コース変更）豊田市が作成した単一の曲が2時間程度の間に十数回繰り返し流され、連はそれにあわせて標準の振り付け又は独自の振り付けで踊り、入賞を目指す。なお、総踊りの最後には乱舞と題し、賞の授与は一切無くただ踊るだけの時間が設けられている。この間、飛び入り参加も可。
なお、2007年（平成19年）からは、「おいでん総踊り」は「おいでんファイナル」と称され開催。従来の金土2日から土1日のみの開催（昼の部・夜の部の2部構成）となった。また、祭り本番の総踊りに参加できる「おどり連」も、事前の予選会（「マイタウンおいでん」として6月中旬より順次市内で開催。）で選ばれた約1万人とされた。この為、1989年（平成元年）の「総おどり」開催以来初の1日開催となった。

### テーマソング
おいでん
- 作詞：豊田市観光協会
- 作曲・編曲：細井豊(センチメンタルシティロマンス)
- 歌：橋本舞子

夏になると市内の至る所で聞く事が出来る。♪〜おいでん　見りん　踊ろまい〜♪（三河弁でおいで、見て、踊ろうの意味）のフレーズが印象的な曲である。なお、この歌は豊田市観光協会のホームページで聞く事も出来るほか、おいでんまつりの時期になると市内の一部のCDショップ及び観光協会においてCDが販売されている。CDの販売は2012年（平成24年）の第44回の時点では、豊田市に拠点を置くFMコミュニティ放送局である、エフエムとよたが行っている。
2019年（令和元年）には豊田市ご当地アイドルStar☆Tがカバーしている。

## リトルおいでん
土曜日の夕刻、総踊りに先立ち行われる。豊田市内の幼稚園、保育園単位で参加。それぞれの園に通う子どもたち（主に3歳児〜5歳児が中心）が幼稚園教諭、保育士とともに、約30分間市街地周辺を踊る。

## 花火大会
日曜日の夜に開催される。会場は豊田スタジアムを中心とする矢作川周辺で、毎年約1万5千発の花火が打ち上げられ、そのスケールは内陸部の都市でも有数の規模を誇る。市民協賛による花火の打ち上げも行われている。